# جاد نخلة
جاد نخله (15 يوليو 1973-) مغني لبناني.

## مشواره الفني
شارك ببرنامج الهواة ستديو الفن ثم في برنامج نجوم المستقبل،أنتج أول أغنيتين على حسابه الخاص بين العامين 1997 و 1998 انضم بعدها لشركة المخرج سهيل العبدول   أول البوم له بعنوان قلبي البريء من  إنتاج شركة العبدول للصوتيات عام 2001 قدم ديو مع الفنانة ديانا حداد بعنوان ويلي منك ثم ألبوم مغرم عام 2002 واشتهر بأغنية وانا مالي و  تعاون مع الملحن مروان خوري في كثير من الأعمال كالرومانسية والجبلية وحتى التي تليق بمناسبات الأفراح، مثل: بقى يرضيك وقدمها باللهجة المصرية، وحازت على اعجاب الجمهورين المصري، وقدم أغاني باللهجة الخليجية عام 2017 انضم لشركة المخرج بسام الترك.

### حياته الأسرية
متزوج من اللبنانية ميريام ورزق بابنه مايكل عام 2012

## ألبومات
| الألبوم     | العام | المنتج  |
| ----------- | ----- | ------- |
| قلبي البريء | 2001  | العبدول |
| مغرم        | 2002  | العبدول |

## فيديو كليبات
| الأغنية      | المخرج       | المنتج   | العام |
| ------------ | ------------ | -------- | ----- |
| بنت بلادي    | سهيل العبدول | العبدول  | 2001  |
| أجمل سنين    | سهيل العبدول | العبدول  | 2001  |
| مغرم         | وجيه أحمد    | العبدول  | 2001  |
| بقى يرضيك    | شربل يوسف    | رايا     | 2004  |
| لبنان الحلو  | شربل يوسف    | رايا     | 2005  |
| هسيبك        | شربل يوسف    | رايا     | 2007  |
| قلتها        | جورج بو عبدو | ج.غروب   | 2011  |
| سيداتي سادتي | بسام الترك   | ج.غروب   | 2013  |
| هدي بحلاكي   | ردينة حتوم   | ماسترغيت | 2017  |